# العمارية
الرمز البريدي لبلدية العمارية 26008
العمارية، بلدية بدائرة العمارية ولاية المدية الجزائرية.
تعود نشأة بلدية العمارية إلى الفترة الاستعمارية وبالضبط في سنة 1921، وكانت تسمى شامبلان (Champlain) نسبة إلى البحار الفرنسي المشهور صمويل دو شامبلان (Samuel de Champlain).
بعد الاستقلال وبموجب التقسيم الإداري الأول سنة 1963 تأسست بلدية العمارية وسميت باسمها الحالي (العمارية) نسبة إلى أول شهيد سقط بالمنطقة، المدعو سي عمار الذي استشهد في عام 1957، وتسمى حاليا مدينة 3200 شهيد وهي مدينة ثورية وتحتفل في كل عام بتاريخ 29 يوليو بذكرى إستشهاد العقيد السي الطيب الجغلالي.

## الموقع الجغرافي
تقع بلدية العمارية على بعد 42 كلم شرق عاصمة ولاية المدية، يحدها وزرة والحمدانيةو البرواقية غربا، بعطة وسيدي نعمان شرقا،سيدي نعمان جنوبا، وحمام ملوان وبوعرفة ولاية البليدة شمالا، تقدر مساحتها الإجمالية بـ:115 كلم 99% من مساحة أراضيها عبارة عن مرتفعات جبلية إذ يبلغ ارتفاع أعلى قمة بها 1213 م عن مستوى سطح البحر.
يربط البلدية والبلديات المجاورة شبكة طرقات منها:
- طريق وطني: الطريق الوطني رقم 64 يمر شمال شرق المدينة باتجاه الجنوب (من بعطة إلى البرواقية).
  - الجزء الأول: بعطة - العمارية تمت الأشغال به.
  - الجزء الثاني: العمارية- البرواقية تمت به الأشغال.
- الطريق الوطني: رقم 64A يمر شمال المدينة باتجاه الغرب.و يمر عبر:
  - العمارية أولاد أطريف - بلدية أولاد إبراهيم - بن شكاو.
- طريق ولائي:

1. الطريق الوطني رقم 64b يربطها بسيدي نعمان.
2. الطريق الولائي رقم 87 يربطها بالحمدانية مرورا بمدالة.

## المناخ
يسود المنطقة مناخ جاف وحار صيفا وبارد شتاء، وهو مناخ الاستبس الذي يغطي مناطق التل الجزائري، تبلغ كمية الأمطار المتساقطة سنويا 480 مم وبقيم تتراوح من 5 إلى 111 مم خلال الشهر، أما المعدل السنوي لدرجات الحرارة فيبلغ 15° مئوية وبقيم تتراوح بين +26° إلى +6° شهريا.

## الموارد المائية
تعتبر الأمطار المتساقطة خلال السنة المورد الأساسي في تغذية المخزون الجوفي،والينابيع والسواقي والمجاري المائية، حيث تصب هذه الأخيرة بدورها في ثلاثة أودية رئيسية بالمنطقة (واد أزور، واد المهدي وواد العناب)، التي تعتبر بمثابة الممول الأساسي بالموارد المائية الموجهة لسقي الأراضي الزراعية، فيما يعتمد تزويد السكان البلدية بالمياه الصالحة للشرب على مخزون المياه الجوفية عن طريق حفر الآبار والمناقب.وهنالك سد العذرات المتواجد بين بلدية العمارية وبلدية سيدي نعمان حيث تبلغ سعته أكثر من 10000000متر مكعب والاودية الممولة له هي واد ازرو وواد المهدي مرورا بواد الثلاثاء

## السكان
قدر عدد سكان العمارية حسب إحصائيات 1987 بـ: 14068 نسمة، حيث ارتفع هذا العدد إلى 17661 نسمة سنة 1998، أي بفارق زيادة بلغ 3593 نسمة وبمعدل نمو يقدر 2.08% ، ما يساوي بالتقريب معدل النمو الديمغرافي الوطني لسنة 1998 .